# Mesoclemmys heliostemma
Mesoclemmys heliostemma är en art av sköldpadda som beskrevs av  Bill McCord, Mehdi Joseph-Ouni och William W. Lamar år 2001. Den ingår i släktet Mesoclemmys och familjen ormhalssköldpaddor. Inga underarter finns listade i Catalogue of Life.
Arten förekommer i nordvästra Sydamerika i Amazonområdet och i angränsande regioner från Venezuela till Peru.